# SG Wanna Be+
《SG Wanna Be+》는 SG 워너비의 1집 음반으로 2004년 1월 20일 발매했다. 데뷔 전 TV 광고를 통해서 얼굴 없는 가수로 데뷔했다. 타이틀곡과 후속곡은'Timeless'와 '죽을 만큼 사랑했어요'이다. 뮤직 비디오에서는 설경구, 김윤진, 김남진, 강혜정 등 초호화 캐스팅과 20억 원의 제작비를 투자해서 많은 관심을 받았다. 데뷔 후에는 그해 2004년 골든디스크에서 'PAVV 신인 가수상'을 수상했으며 뮤직 비디오도 골든 비디오 부분 '작품상'을 수상하면서 엄청난 돌풍을 일으켰다

## 뮤직 비디오
데뷔 전 TV광고를 통해 먼저 선 공개되었으며 최고의 인기 스타를 대거 등용하는 등 엄청난 제작비를 투자하여 만들어졌다.

## 대표곡

### Timeless
- 강은경 작사, 박근태 작곡으로 현재까지도 SG워너비의 대표곡자리를 지키고 있다. 기존에 잘 알려지지 않은 미디엄템포를 도입했다. SG워너비식의 발라드의 시작을 알리는 곡이며 처음부터 SG워너비의 이미지를 확고하게 굳혀준 곡이다. 참고로 강은경은 Uno(멤버:강성민, 김형철, 장신민)의 첫사랑을 1997년에 작사하였다.

### 죽을 만큼 사랑했어요
- Timeless와 막판까지 타이틀 경합을 벌인 곡. 서브 타이틀곡인 애절한 발라드이다. 설경구, 강혜정이 출연한 뮤직비디오 곡이기도 한 이 곡은 이경섭 작사,작곡이다. Timeless와는 전혀 다른 분위기를 자아낸다.

### 사랑하길 정말 잘했어요
- 세 멤버의 목소리가 잘 조화되어 큰 인기를 끌며 1집의 성공을 이끌었던 노래이다.

### 어린 사랑
- 일반적인 SG워너비 노래들과 달리 김진호가 아닌 채동하가 후렴구 전부를 불렀던 곡이다.
- 락 버전으로 편곡되어 채동하 솔로 2집 ESSAY에 수록 되기도 하였다.

## 트랙 리스트
1. Timeless - 3:58
2. 죽을 만큼 사랑했어요 - 4:53
3. 사랑하고 싶어 - 4:32
4. 금기 - 4:10
5. 어린 사랑 - 4:25
6. 사랑하길 정말 잘했어요 - 3:53
7. Don't Know Why - 3:35
8. 믿을께요 - 4:18
9. 하지만 - 4:08
10. 그때까지만 - 4:32
11. 요즘 넌 - 3:47
12. 우습지 - 4:03

- 이 중 1,2,3,12번 트랙에는 김용준이 참여하지 않았다.
- 단 채동하&김진호 듀엣곡인 3번 트랙 '사랑하고 싶어'를 제외하고 라이브에선 모든 곡에 참여한다.